# Linpac
Die LINPAC Group Limited wurde 1959 in Lincolnshire, England gegründet. Das Unternehmen stellt Verpackungen aus Kunststoff für die Lebensmittelindustrie her. LINPAC besteht aus den beiden Divisionen LINPAC Packaging und LINPAC Ropak mit etwa 3.700 Mitarbeitern in 60 Ländern.
In Deutschland produziert die Gruppe am Standort in Ritterhude, Niedersachsen.
2017 wurde Linpac durch Klöckner Pentaplast erworben.